# Ашадинья
Ашадинья (порт. Achadinha)  —  район (фрегезия) в Португалии,  входит в округ Азорские острова. Расположен на острове Сан-Мигел. Является составной частью муниципалитета  Нордеште. Население составляет 535 человек на 2011 год. Занимает площадь 12,41 км².
Покровителем района считается Дева Мария (порт. Nossa Senhora do Rosário).